# Dẻ gai châu Âu
Dẻ gai châu Âu (danh pháp khoa học: Fagus sylvatica) là một loài thực vật thuộc họ Fagaceae.
Nó là loài cây lớn, có thể cao đến 49 m (160 ft) và đường kính cây lên đến 3 m (10 ft), dù thông thường nó cao 25–35 m (80–115 ft) và đường kính cây 1,5 m (5 ft). Một cây 10 năm tuổi có thể cao khoảng 4 m (13 ft). Nó có tuổi thọ điển hình khoảng 150-200 năm tuổi dù có cây thọ đến 300 năm tuổi. Bề ngoài cây khác nhau tùy theo môi trường sinh sống.

## Tên gọi
Ở các vùng nói tiếng Đức, dẻ gai châu Âu được gọi tắt là dẻ gai (Buche), bởi vì nó là loại dẻ gai địa phương duy nhất ở Trung Âu. Tên chính thức của nó là dẻ gai đỏ (Rotbuche). Chữ đỏ để chỉ màu gỗ hơi hơi đỏ.

## Phổ biến
Trung Âu là vùng phát triển tự nhiên của dẻ gai châu Âu. Nó rất thích hợp với khí hậu địa trung hải. Ở Đức dẻ gai châu Âu chiếm 15 % tổng số cây lá rộng trong các cánh rừng, ở Thụy Sĩ 19 %, ở Áo 10 %.

## Hình ảnh

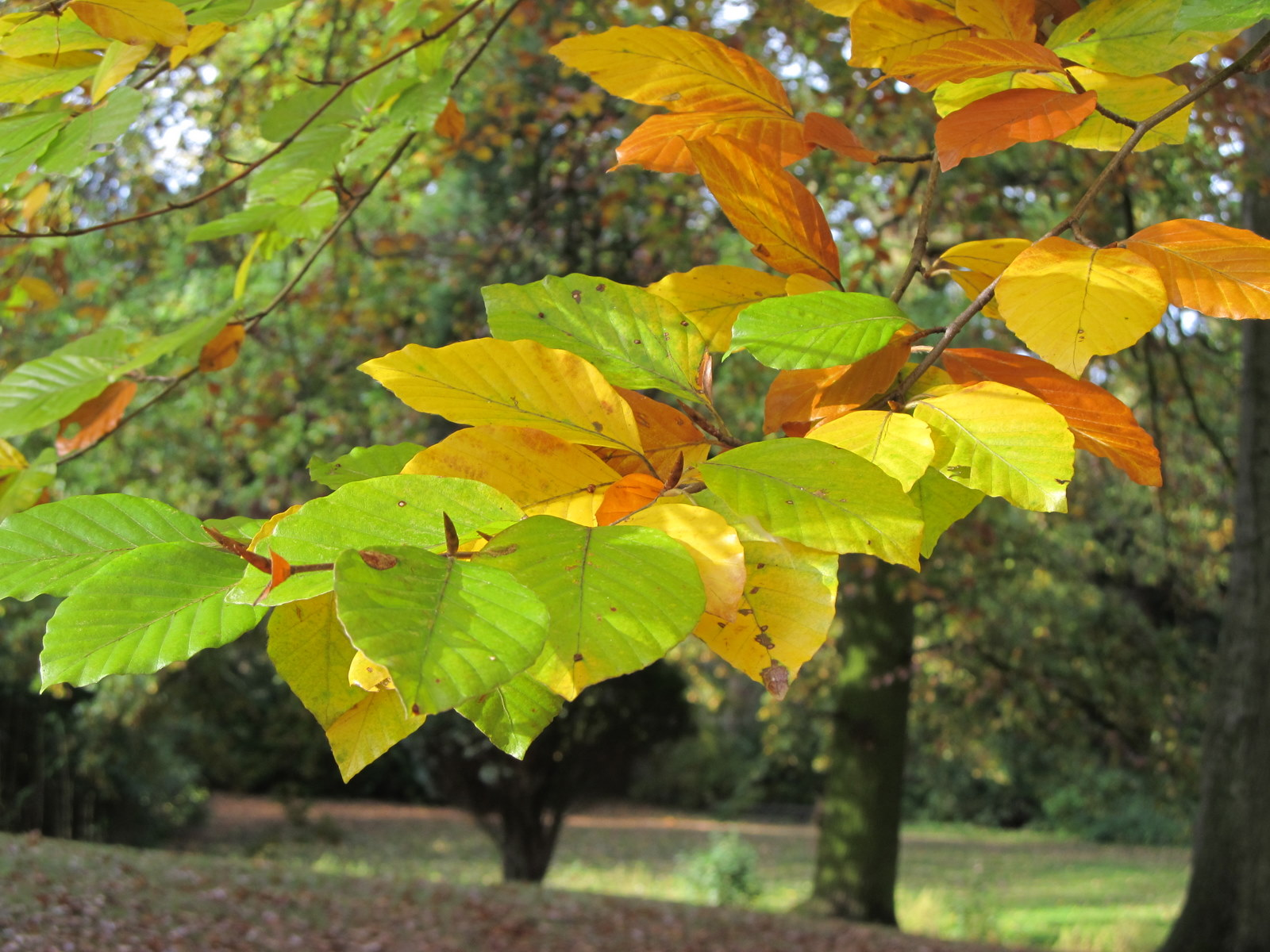
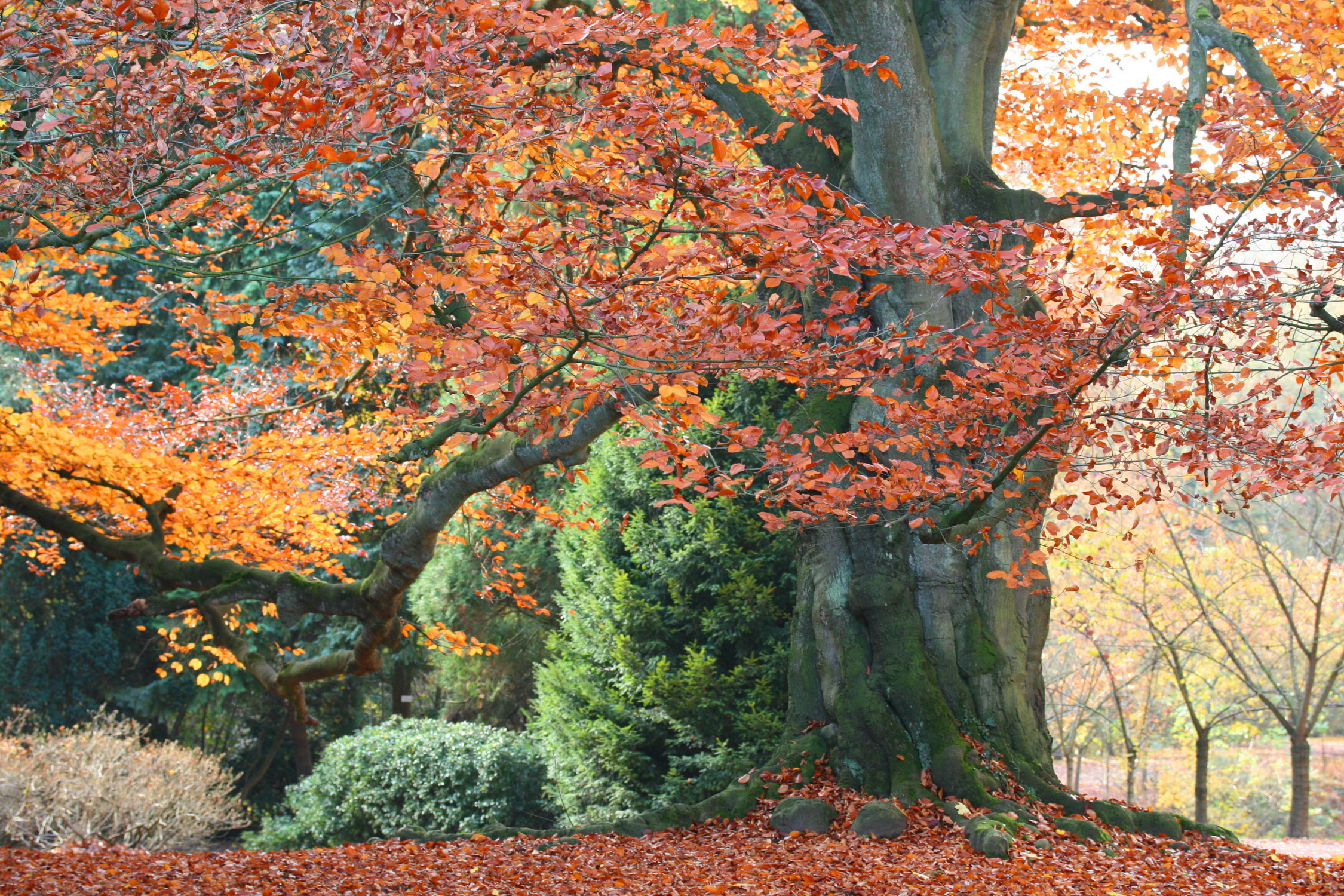
Dẻ gai châu Âu vào mùa thu
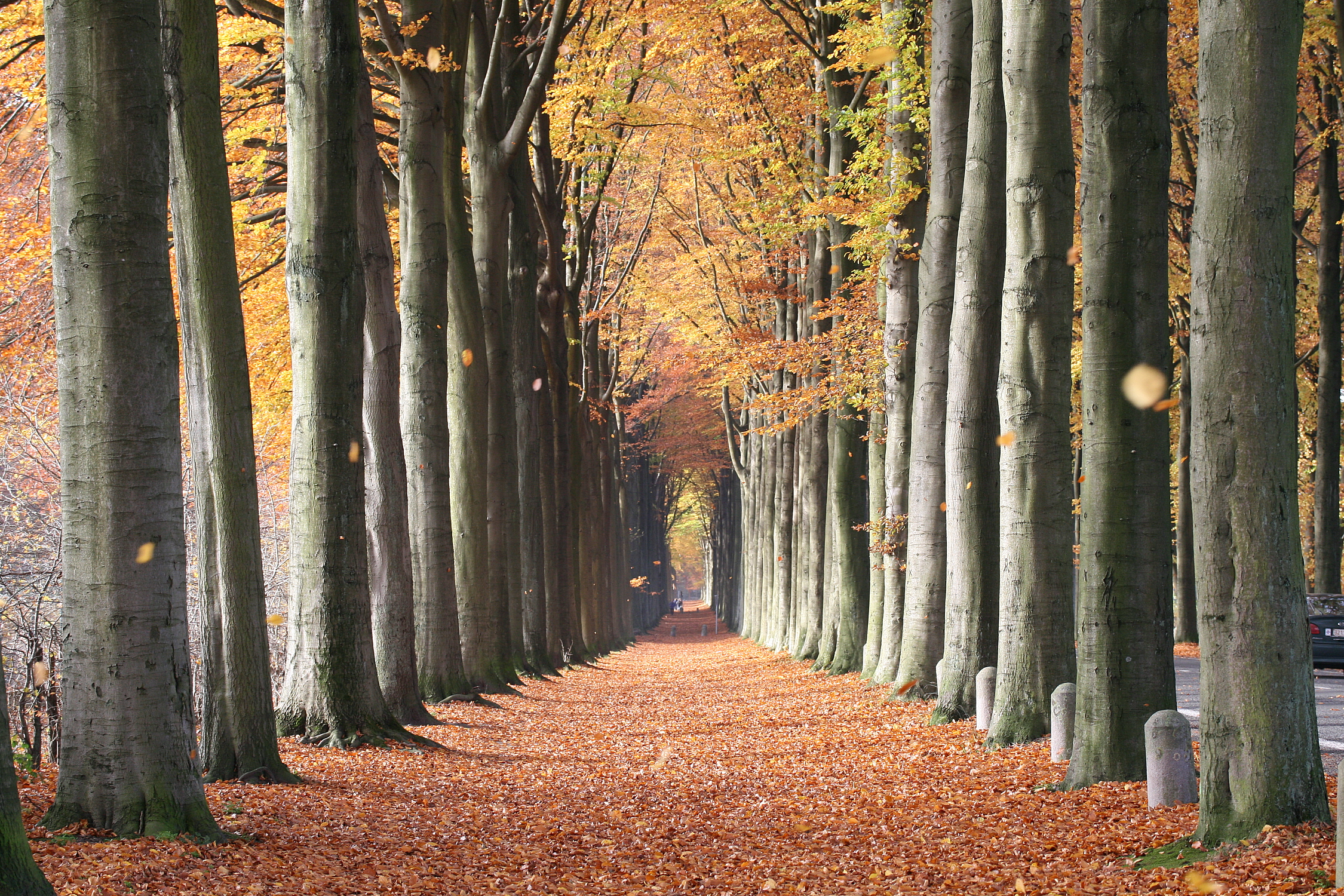
Hàng cây vào mùa thu
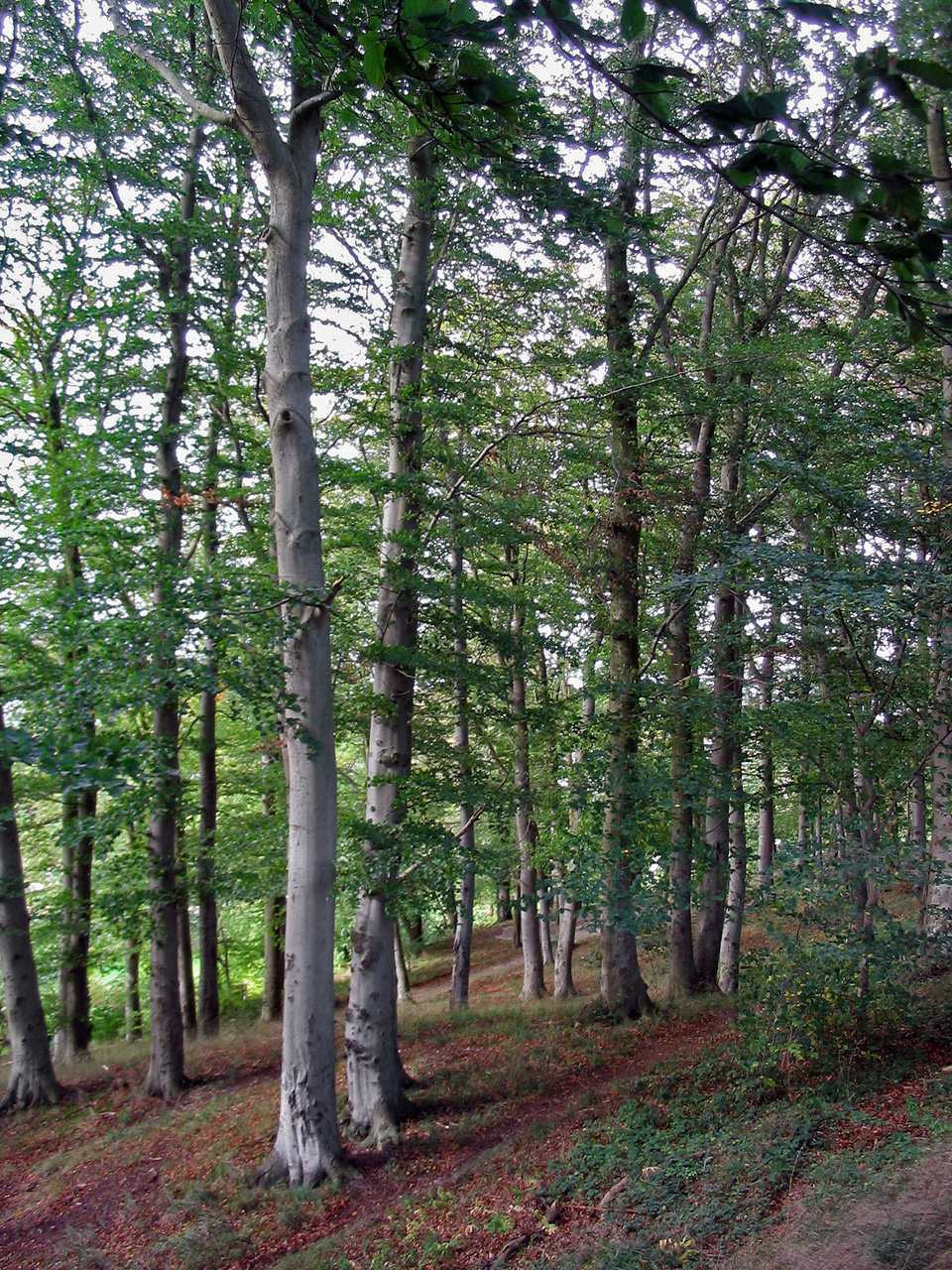
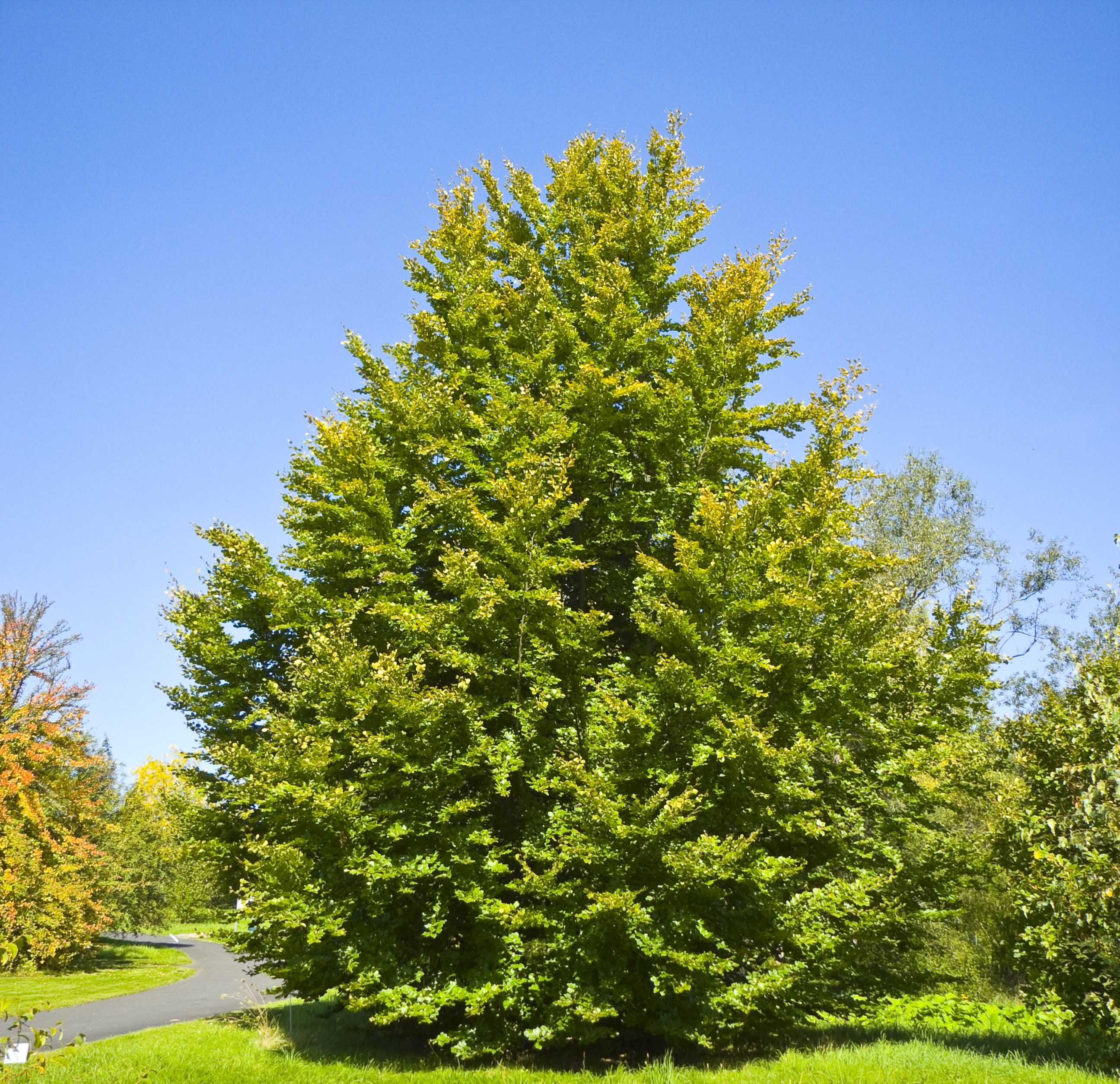
Một cây dẻ gai (khoảng 30 năm tuổi)
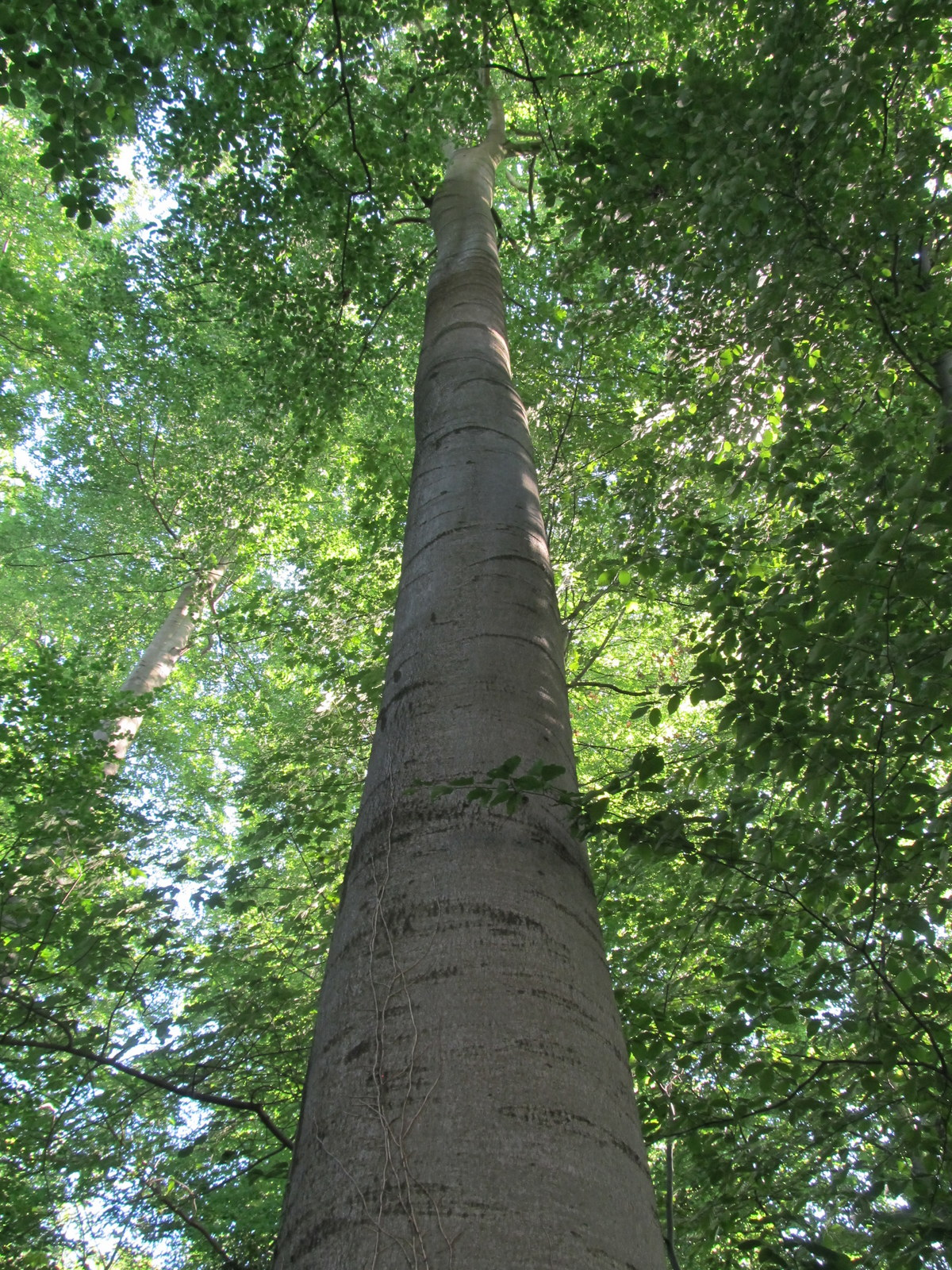
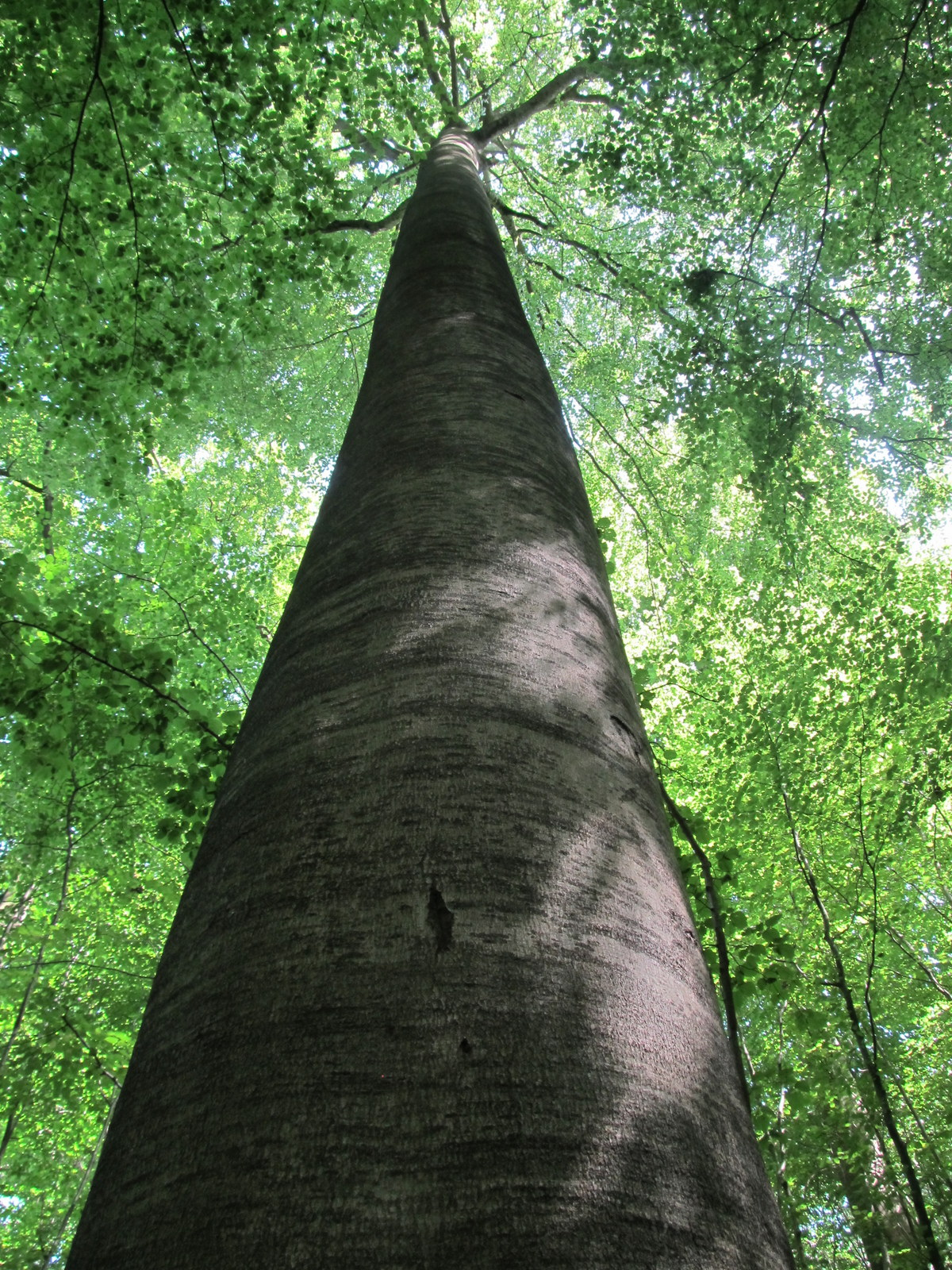
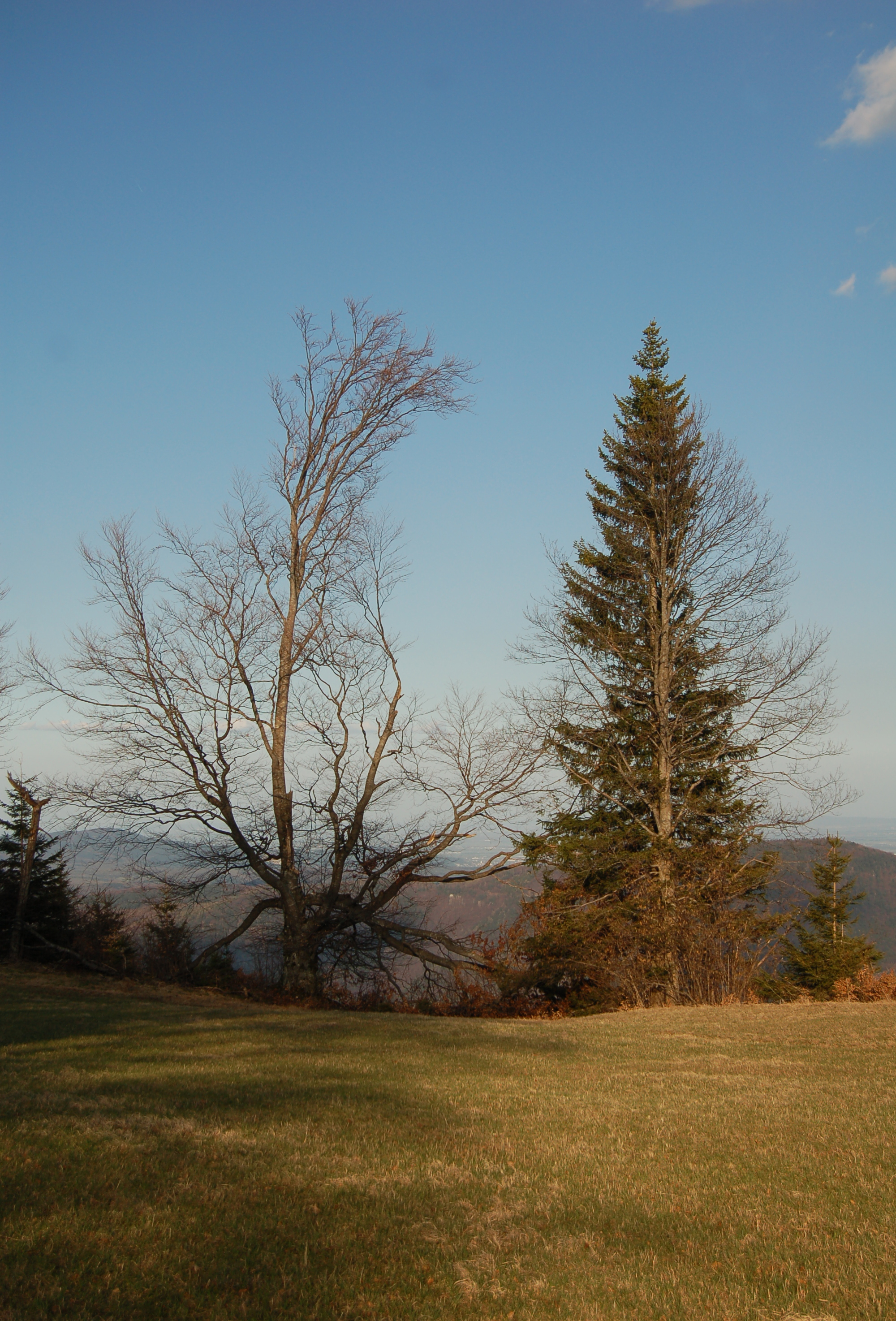
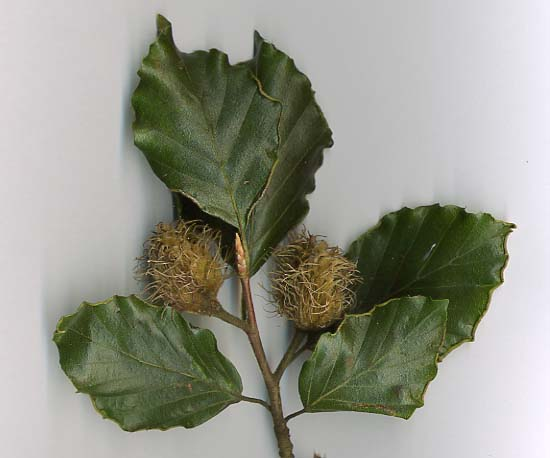
Lá và hạt Dẻ gai châu Âu
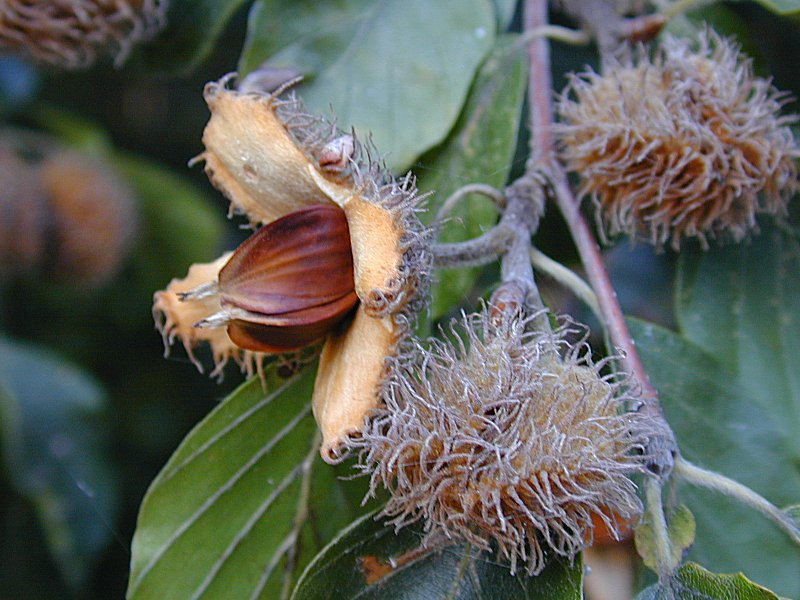
Hạt
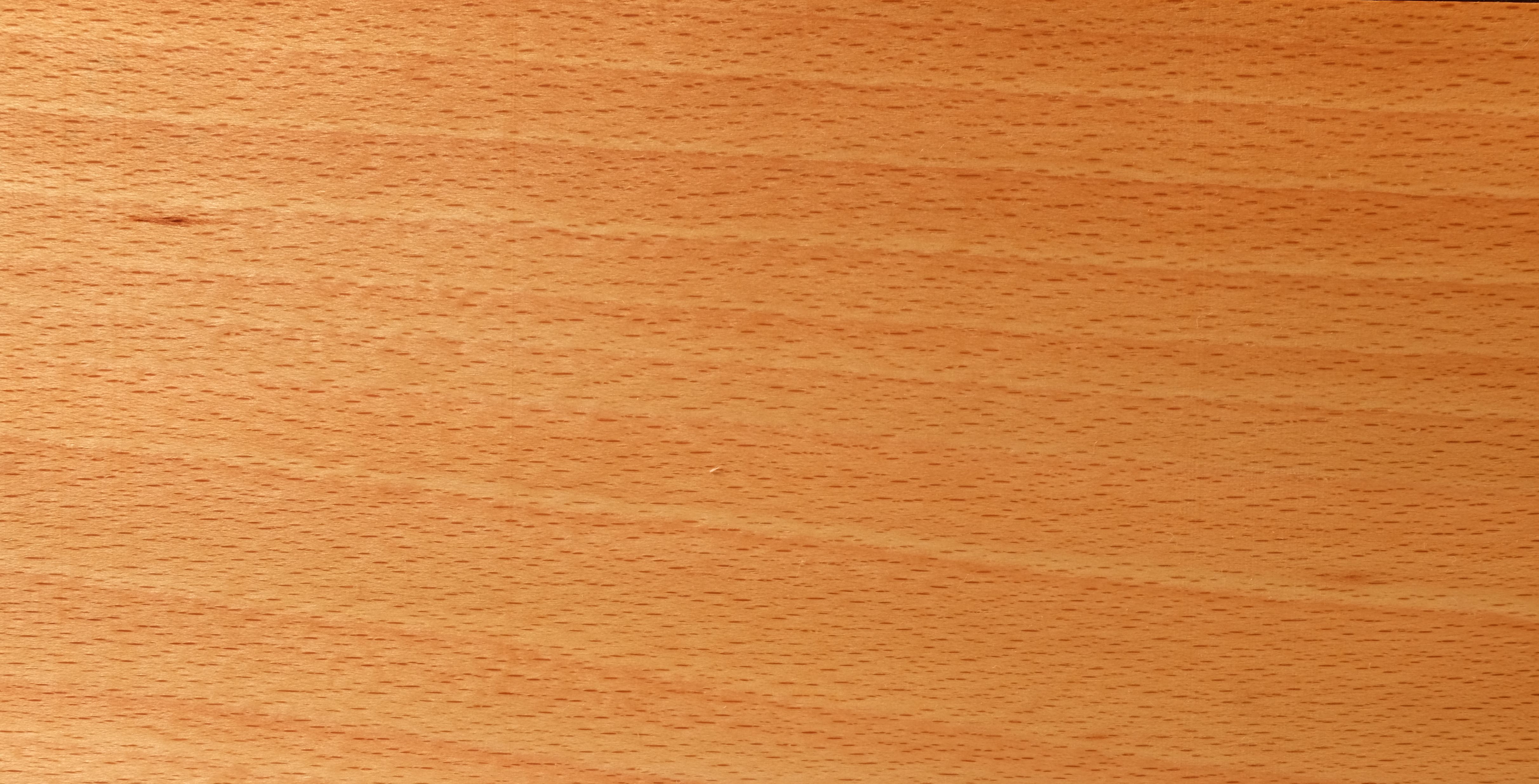
gỗ Fagus sylvatica
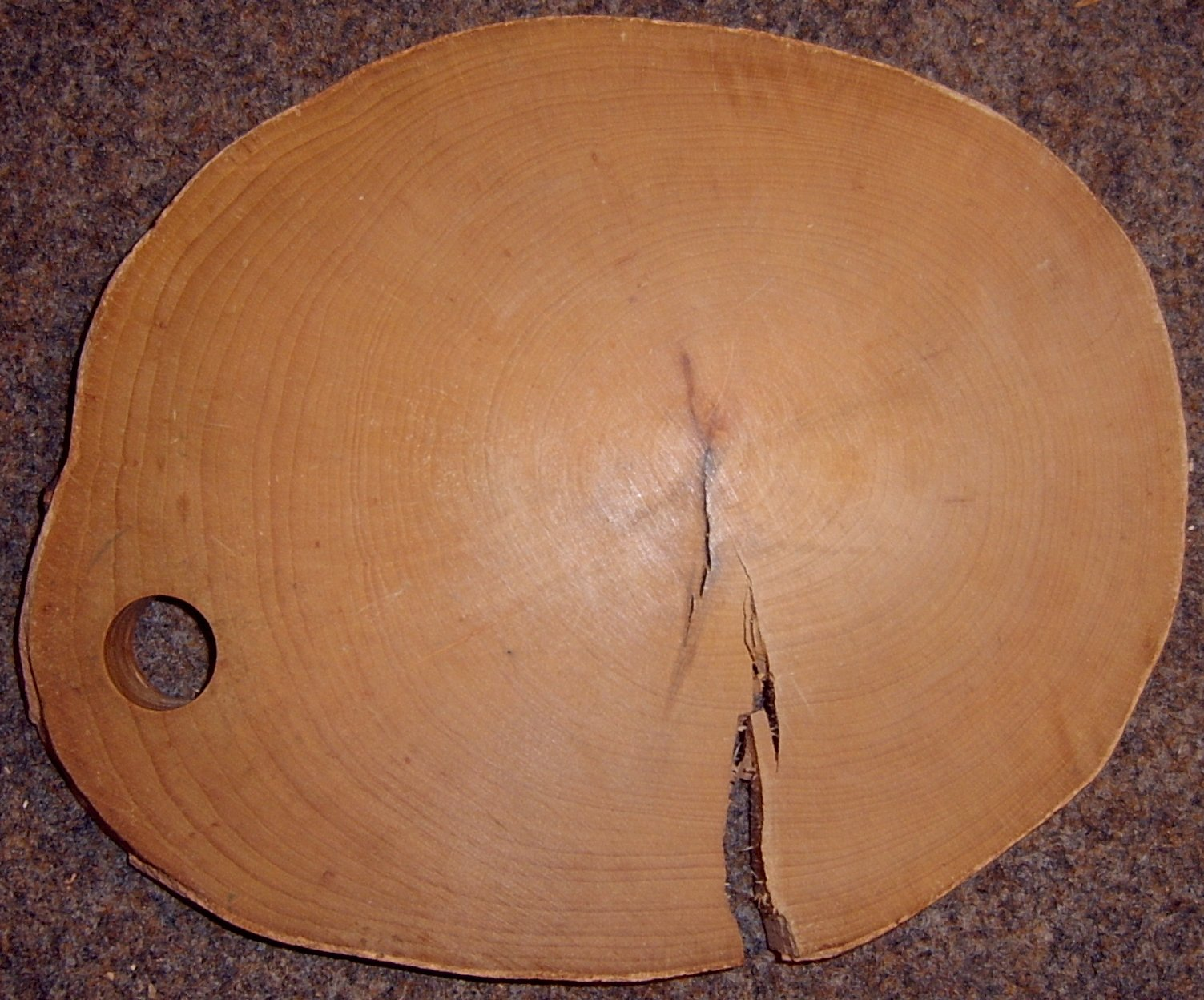
Mặt cắt ngang qua một thân cây
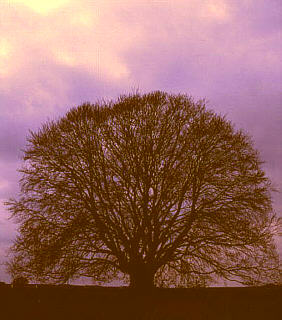
Cây dẻ gai thường được chụp hình nhất tại nước Đức, tuổi khoảng 500-800 năm)